# Back in the U.S.S.R.
«Back in the U.S.S.R.» es una canción de la banda británica de rock The Beatles, y la pista de apertura de su álbum doble homónimo de 1968. Escrita por Paul McCartney y acreditada a la asociación Lennon-McCartney, la canción sirve como parodia de «Back in the U.S.A.» y «California Girls» de Chuck Berry y The Beach Boys, respectivamente.
"Back in the U.S.S.R." fue lanzada por Parlophone como sencillo en el Reino Unido en 1976 para el álbum Rock 'n' Roll Music. "Twist and Shout" sería el Lado B.

## Composición
La canción describe un mal vuelo desde los Estados Unidos a la Unión Soviética a bordo de un avión británico BOAC, y hace mención a la belleza de muchas mujeres soviéticas, el sonido de las balalaicas, y el placer de regresar a su propio país.
La canción es un tributo a la canción de Chuck Berry "Back in the U.S.A." y a "California Girls" de The Beach Boys, y también contiene un juego de palabras sobre "Georgia on My Mind" de Hoagy Carmichael. McCartney canta acerca de la República Socialista Soviética de Georgia, mientras "Georgia on My Mind" habla sobre el estado de Georgia de EE. UU. o de una mujer llamada Georgia. McCartney piensa que cuando escuchó una canción de The Beach Boys, que sonaba como "California Girls", decidió hacer una que "sonara" como la URSS.
La canción causó controversia en la derecha estadounidense y sectores anticomunistas —como la John Birch Society, pues la consideraron una forma de apoyar a la “totalitaria” Unión Soviética, principal rival de Estados Unidos en el plano internacional durante el contexto de la Guerra Fría. Al igual que sucedería con otras canciones como "Revolution" o "Piggies", parte del conservadurismo estadounidense reaccionó de inmediato, acusando a The Beatles de hacer propaganda izquierdista, reacción a la que se unieron también sectores del movimiento Nueva Izquierda y de la extrema derecha, acusando a la banda de pro-soviética. La posterior confesión de McCartney acerca de su consumo de LSD (sumado al "más populares que Jesús" de Lennon en 1966, que irritó a sectores cristianos estadounidenses) hicieron que The Beatles fueran el objetivo principal de una campaña anti-rock.

## Problemas en la banda
Los problemas en la banda se hacían evidentes cuando el 22 de agosto de 1968 Ringo Starr había presentado su renuncia. "Back in the U.S.S.R." y "Dear Prudence" fueron las primeras canciones sin Ringo. Para estas canciones, McCartney tocó la batería para mezclarlas en la edición final.
Starr regresó el 4 de septiembre para grabar los videos promocionales de "Hey Jude" y "Revolution". Su primera grabación después de su fugaz renuncia fue al día siguiente, durante las sesiones de "While My Guitar Gently Weeps".

## Créditos
- Paul McCartney – voz principal, coros, piano (Hamburg Steinway Baby Grand), batería (Ludwig Super Classic), guitarra líder (Epiphone Casino), bajo (Rickenbacker 4001s), palmas, percusión.
- John Lennon – coros, guitarra rítmica (Epiphone Casino), guitarra barítono (Fender Bass VI), palmas.
- George Harrison - coros, guitarra líder/rítmica (Gibson Les Paul Standard "Lucy"), bajo (Fender Jazz Bass), palmas, pandereta.

Créditos según Ian MacDonald y Mark Lewisohn.